# Xabier Azkargorta
Francisco Xabier Azkargorta Uriarte (Azpeitia, 29 settembre 1953) è un allenatore di calcio ed ex calciatore spagnolo, di ruolo attaccante.

## Carriera

### Giocatore
Dopo essere cresciuto nelle giovanili di Real Sociedad ed Athletic Bilbao, debutta nel Bilbao Athletic nella stagione 1972-73. La sua carriera viene immediatamente interrotta però da un grave infortunio al ginocchio destro.

### Allenatore
Intraprende quindi la carriera di allenatore e, dopo aver allenato due società basche, viene chiamato alla guida del Club Gimnàstic de Tarragona, allenando successivamente l'Espanyol per tre anni. Nel 1993 gli viene affidata la panchina della Bolivia: inizia guidandola nella Copa América 1993, ma gli andini si classificano all'ultimo posto nel girone e non superano quindi il primo turno. Ottengono invece la prima storica qualificazione ad un Mondiale sul campo (le terza in totale, ma le due precedenti erano avvenute su invito) grazie al secondo posto nel gruppo 2 alle spalle del Brasile ma davanti all'Uruguay. Al campionato del mondo 1994 la squadra conclude però il girone all'ultimo posto (pareggio con la Corea del Sud, sconfitte contro Germania e Spagna) e l'esperienza si interrompe. Nel 1995 allena la nazionale cilena alla Copa América 1995. Il suo ultimo incarico è stato al Chivas de Guadalajara. Nel luglio 2012 viene annunciato come nuovo allenatore della Bolivia, tornando quindi sulla panchina che aveva già occupato 18 anni prima.

## Palmarès

### Allenatore

#### Competizioni nazionali
- Campionato boliviano: 2

Bolívar: Apertura 2014, Clausura 2015